# 中村警察署 (高知県)
中村警察署（なかむらけいさつしょ）は、高知県警察が管轄する警察署の一つ。

## 所在地
- 本署
  - 高知県四万十市右山2034番地17
- 清水警察庁舎（分庁舎、北緯32度46分51秒 東経132度57分07秒 / 北緯32.780728度 東経132.951998度）
  - 高知県土佐清水市幸町3番5号

## 管轄区域
- 四万十市
- 土佐清水市
- 幡多郡黒潮町

## 沿革

### 中村警察署
- 1875年(明治8年)9月 - 警察出張所を設置[1]。
- 1876年(明治9年)
  - 10月15日 - 第五警察出張所に改称[1]。
  - 12月12日 - 中村警察出張所に改称[1]。
- 1877年(明治10年)2月 - 中村警察署に改称[1]。
- 1948年(昭和23年)2月1日 - 国家地方警察高知県本部に移管され、幡東地区警察署に改称[1]。
- 1952年(昭和27年)1月1日 - 中村地区警察署に改称[1]。
- 1954年(昭和29年)7月1日 - 高知県警察に移管され、高知県中村警察署に改称[1]。
- 2010年(平成22年)2月 - 現在地に新庁舎完成。高知県の警察署で初めて射撃場を備える。
- 2012年(平成24年)4月1日 - 中村警察署と清水警察署が統合して、清水警察署が中村警察署清水警察庁舎となる[2]。
- 2021年（令和3年）3月1日 - 入野駐在所と大方西駐在所を統合・幡多郡黒潮町入野614番地3から同5915番地に移転し黒潮駐在所新設。

### 清水警察署
- 1944年(昭和19年)8月15日 - 清水警察署(高知県警察部所属)が設置される[1]。
- 1948年(昭和23年)2月1日 - 国家地方警察高知県本部に移管され、幡東地区警察署清水町警部派出所に降格[1]。
- 1950年(昭和25年)10月1日 - 幡東地区警察署清水町警部補派出所に降格[1]。
- 1951年(昭和26年)10月1日 - 渭南地区警察署に昇格[1]。
- 1952年(昭和27年)1月1日 - 清水地区警察署に改称[1]。
- 1954年(昭和29年)7月1日 - 高知県警察に移管され、高知県清水警察署に改称[1]。

## 組織
- 警務課
- 会計庶務課
- 刑事生活安全課
- 地域課
- 交通課
- 警備課

## 駐在所
- 四万十市
  - 下田駐在所 - 四万十市竹島829番地1
  - 有岡駐在所 - 四万十市有岡1320番地3
  - 蕨岡駐在所 - 四万十市蕨岡甲3941番地3
  - 川登駐在所 - 四万十市川登299番地
  - 江川﨑駐在所 - 四万十市西土佐江川﨑151番地3
- 土佐清水市
  - 下ノ加江駐在所 - 土佐清水市下ノ加江3417番地
  - 以布利駐在所 - 土佐清水市以布利149番地9
  - 足摺岬駐在所 - 土佐清水市足摺岬478番地1
  - 三崎駐在所 - 土佐清水市三崎浦一丁目7番33号
  - 下川口駐在所 - 土佐清水市下川口984番地1
- 黒潮町
  - 拳ノ川駐在所 - 幡多郡黒潮町拳ノ川46番地1
  - 佐賀駐在所 - 幡多郡黒潮町佐賀724番地
  - 上川口駐在所 - 幡多郡黒潮町上川口805番地1
  - 黒潮駐在所 - 幡多郡黒潮町入野5915番地

## 周辺
- 四万十消防署

## アクセス
- 土佐くろしお鉄道中村駅下車、徒歩700m
- 国道56号沿い